# Chryselephantin
Das Adjektiv chryselephantin (altgriech. χρυσός chrysós „Gold“; ἔλεφας élephas, Genitiv ἐλέφαντος eléphantos, „Elefant“, „Elfenbein“) steht im engeren Sinne für ein Kunstwerk aus Gold und Elfenbein.
Die Technik war besonders in der griechischen Antike verbreitet und geht bis ins 15. Jahrhundert v. Chr. zurück. Eine etwa 50 cm hohe spätminoische Figur, der Kouros von Palaikastro, besteht aus Holz, Goldblech, Elfenbein, Serpentin und Bleikristall. Die Bildwerke hatten einen Holzkern, der mit Elfenbeinplättchen (für die Hautpartien) und (oft in Teilstücken) abnehmbaren Goldstücken (für Gewandung, Schuhe, Haare) verkleidet war. Die weitere Ausschmückung wurde mit Edelsteinen, Edelmetallen, auch Glas, Glaspaste und Malerei verwirklicht.
Die berühmtesten Goldelfenbeinstatuen der Antike waren die Zeus-Statue des Phidias im Zeustempel in Olympia und die Athena Parthenos im Parthenon in Athen, beide vom griechischen Bildhauer Phidias.
Im weiteren Sinne steht der Begriff auch für viele andere Kombinationen metallischer und nichtmetallischer Werkstoffe in der Bildhauerei, wie sie seit dem frühen 19. Jahrhundert von den französischen Zentren der Elfenbeinschnitzerei ausgehend in Mode kamen. Von kunstgeschichtlicher Bedeutung sind hier besonders die im Zeitalter des Art déco in großen Auflagen produzierten Skulpturen aus Elfenbein und Bronze, die oft mit weiteren Materialien wie Farbe, Email und Lapislazuli kombiniert wurden.